# Harm Brouwer (politicus)
Harm Brouwer (Anloo, 4 april 1957) is een Nederlands voormalig PvdA-politicus. Met twee korte onderbrekingen was hij van 5 november 2015 tot en met 22 maart 2017 lid van de Tweede Kamer.

## Biografie
Brouwer was zeven jaar regiohoofd Groningen, Friesland en Drenthe van de FNV en adviseur van de gemeente Groningen op sociaal gebied (daklozen, verslaafden, langdurig werklozen, probleemgezinnen en ex-gedetineerden). Tevens was hij van 2005 tot april 2015 voorzitter van het PvdA-gewest Drenthe. Brouwer was van oktober 2012 tot 2015 voorzitter van de Onderzoeksraad Integriteit Overheid.
Brouwer was van 5 november 2015 tot en met 11 januari 2016 lid van de Tweede Kamer. Hij was de tijdelijke vervanger van Manon Fokke, die met zwangerschaps- en bevallingsverlof was.
Op 1 maart 2016 werd Brouwer als lid van de Tweede Kamer geïnstalleerd voor een tijdelijke vervanging tot 10 juni 2016 van Lea Bouwmeester, eveneens wegens zwangerschaps- en bevallingsverlof. Brouwer hield op 21 april 2016 zijn maidenspeech in de Tweede Kamer. Hij pleitte daarin voor meer sociale woningbouw, om reden dat het aantal buitenlandse vluchtelingen drastisch aan het toenemen was.
Op 6 juli 2016 werd Brouwer voor de derde maal Tweede Kamerlid, nu in een vaste benoeming als vervanger van Otwin van Dijk, die benoemd werd tot burgemeester van Oude IJsselstreek. Brouwer was in zijn laatste periode als Tweede Kamerlid de PvdA-woordvoerder TBS, gevangenissen, jeugdinrichtingen, krimp, reclassering en veiligheidsregio's.
- Parlement.com: vjpljp945uu1